# Camporotondo Etneo
Camporotondo Etneo – miejscowość i gmina we Włoszech, w regionie Sycylia, w prowincji Katania.
Według danych na rok 2004 gminę zamieszkiwało 2937 osób, 489,5 os./km².